# Aymon II van Genève
Aymon II van Genève (overleden te Marsan op 18 november 1280) was van 1265 tot aan zijn dood graaf van Genève.

## Levensloop
Aymon II was de oudste zoon van graaf Rudolf van Genève en diens echtgenote Maria van Coligny, dochter van Albert III de la Tour du Pin en vrouwe Beatrix van Coligny. In 1265 volgde hij zijn vader op als graaf van Genève. In deze functie voerde hij een politiek trouw aan het huis Savoye. 
In 1279 huwde hij met Constance van Montcada (overleden in 1310), dochter van burggraaf Gaston VII van Béarn en in eigen recht burggravin van Marsan en Bigorre. Het huwelijk was gearrangeerd door de tweede echtgenote van Gaston VII, Beatrix van Savoye, dochter van graaf Peter II van Savoye en weduwe van dauphin Guigo VII van Viennois en verwant met de twee traditionele rivalen van de graven van Genève. Constance was zelf ook al tweemaal weduwe geworden: eerst was ze korte tijd gehuwd met Alfons, een zoon van koning Jacobus I van Aragón, en daarna met Hendrik van Almain, zoon van Rooms-Duits koning Richard van Cornwall. Het huwelijk bleef kinderloos.
Tijdens zijn latere regeerperiode raakte Aymon II betrokken bij een anti-Angevijnse alliantie onder de vleugels van het koninkrijk Aragón. In verband hiermee stuurde koning Peter III van Aragón, die claims had op het koninkrijk Sicilië, in 1280 geheime brieven naar verschillende vorsten die in het graafschap Provence en Piëmont bedreigd werden door de macht van de Angevijnen. De ambassadeur die deze brieven rondstuurde, Dalmau de Villarasa, was geaccrediteerd aan de graaf van Genève.
Aymon II stierf in november 1280. Omdat hij kinderloos gebleven was, werd hij als graaf van Genève opgevolgd door zijn jongere broer Amadeus II.